# Brynild Anundsen
Brynild Anundsen est un éditeur de journaux américain du XIXe siècle, dans l'Iowa et le Wisconsin.

## Biographie
Né en 1844 à Skien, en Norvège, Brynild Anundsen est arrivé à l'âge de vingt ans, en 1864, dans le Wisconsin après avoir été apprenti dans l'imprimerie dans son pays. Installé à La Crosse, dans le Wisconsin, il fonde le 1er septembre 1866 le premier magazine littéraire entièrement en norvégien, le Ved Arnen: Et Tidsskrift for Skjønliteratur, qui a 60 abonnés à ses débuts. 
Brynild Anundsen fonde aussi The Fatherland à La Crosse. Il épouse Mathilda Hoffstrøm en 1865 et part fonder le Decorah Posten dans l'Iowa en 1874. Il est en effet invité par l'église norvégienne luthérienne d'Amérique à éditer son organe officiel, un mensuel publié sous la supervision du Luther College, mais ses employeurs déménagent de Madison, dans le Wisconsin, vers Decorah dans l'Iowa. Brynild Anundsen éditera aussi ce mensuel jusqu'en 1877, lorsque le Synode norvégien se dotera de sa propre presse.